# Droga wojewódzka nr 444
Droga wojewódzka nr 444 (DW444) – droga wojewódzka o długości ok. 50 km łącząca  Krotoszyn z Ostrzeszowem. Droga przebiega na krótkim odcinku przez Park Krajobrazowy Dolina Baryczy.

## Miejscowości leżące przy trasie DW444
- Ostrzeszów (DK11)
- Czarnylas (DK25)
- Świeca
- Odolanów (DW445)
- Sulmierzyce
- Krotoszyn (DK36)

## Bezpieczeństwo na drodze
Droga wojewódzka nr 444 na obszarze zabudowanym wsi Świeca ma kilka niebezpiecznych zakrętów. Z tego powodu zarówno kierowcy jak i rowerzyści oraz piesi powinni zachować szczególną ostrożność wymaganą od uczestników ruchu drogowego. 